# Kilpi (Band)
Kilpi (dt. Schild) ist eine finnische Hard-Rock-Band aus Turku, deren Musik die typischen Merkmale des Hard Rocks und Heavy Metals der 1980er Jahre aufweist. Die Band ist nach dem Familiennamen ihres Gründers Pete Kilpi benannt.

## Bandgeschichte
Kilpi war ursprünglich ein Hobby von Pete Kilpi, der sich zu Hause ein Aufnahmestudio einrichtete und damit verschiedene Ideen ausprobierte. Als Text für seine ersten Versuche verwendete er einige der finnischsprachigen Gedichte seiner Frau, die er mit der Musik kombinierte. Da er die ersten Ergebnisse als interessant empfand, kontaktierte er seinen Freund Taage Laiho, der daraufhin die Gesangsspuren der Demoaufnahmen neu einsang. Mit Janne Karttila, Aleksi Summe, Juha Kukkola und Janne Laaksonen formierten die beiden schließlich eine Band in voller Besetzung.
Die erste Single sollte ursprünglich eine Eigenveröffentlichung werden. Ein Freund verschaffte ihnen jedoch einen Plattenvertrag bei dem Label MTG, worauf Nerokasta Ikävää auf den Playlists der Radiostationen YleX und Suomipop landete, auf Platz 16 in die finnischen Single-Charts einstieg und die Band bekannt machte. Im Februar 2003 begannen im Mökki von Pete Kilpis Eltern die Aufnahmen zu ihrem Debütalbum Sähkönsinistä Sinfoniaa, das am 28. Mai 2003 erschien und es auf Platz 32 der finnischen Alben-Charts schaffte. Im darauffolgenden Sommer trat die Band erstmals auch live auf, unter anderem am Ruisrock.
Im Frühjahr 2004 erschien die nächste Single Sielut Iskee Tulta, die mit Platz 7 noch besser als ihr Vorgänger in den Charts abschnitt und der Band weitere Auftritte im ganzen Land einbrachte. Im Sommer 2004 begannen die Aufnahmen für das nächste Album. II taso (dt. II. Ebene) erschien am 29. September 2004 und erreichte die Top 10 der Alben-Charts. Im Anschluss ging die Band auf ihre erste Tour.
Am 8. Februar 2006 veröffentlichte Kilpi ihr drittes Album Kaaoksen kuningas (dt. König des Chaos). Zwei der darauf enthaltenen Lieder Toinen Minä und Katharsis wurden für die Finnische Vorausscheidungen zum Eurovision Song Contest ausgewählt, wo die Band insgesamt den sechsten Platz im Televoting erreichte. Lordi vertrat Finnland in diesem Jahr beim Song Contest.
2007 veröffentlichte die Band über ihr eigenes Label Killbee Records erst das Live-Album Kaaos und kurz danach die DVD Kuningas. Am 2. April 2008 erschien das vierte Studioalbum IV.

## Diskografie

### Alben
- 2003: Sähkönsinistä sinfoniaa (MTG)
- 2004: II taso (MTG)
- 2006: Kaaoksen kuningas (MTG)
- 2007: Kaaos – Live (Killbee Records)
- 2008: IV (Killbee Records)
- 2009: Pirun merta
- 2015: Juggernautti

### Singles
- 2003: Nerokasta ikävää
- 2003: Villin vaaran kosto
- 2003: Pahalle et käännä selkää
- 2004: Sielut iskee tulta
- 2004: Eilinen
- 2004: Varjoista valoihin
- 2006: Ihminen
- 2006: Laske kuolleet ja rukoile
- 2006: Kaaoksen Kuningas
- 2006: Katharsis
- 2007: Savuna ilmaan 2007
- 2008: Tuli, Vesi, Ilma ja Maa
- 2009: Viinapiru
- 2010: Käännetään maailma
- 2012: Lautta
- 2012: Rakkaus vapauttaa
- 2015: Juggernautti
- 2017: Kasikus
- 2018: Taiteilija

### Videoalben
- 2007: Kuningas